# Alison Brie
Alison Brie Schermerhorn, nota come Alison Brie (Los Angeles, 29 dicembre 1982), è un'attrice statunitense.
È principalmente nota per il ruolo di Trudy Campbell nella serie Mad Men (2007-2012), Annie Edison nella serie Community (2009-2015), Ruth Wilder nella serie GLOW (2017-2019) e per aver doppiato Diane Nguyen nella serie animata BoJack Horseman (2014-2020).
Nel corso della sua carriera ha ottenuto vari riconoscimenti tra cui uno Screen Actors Guild Award, oltre a due candidature al Golden Globe ed una ai Critics' Choice Television Award.

## Biografia
Alison Brie è nata a Hollywood, celeberrimo quartiere di Los Angeles (in California), nel 1982, figlia di Charles Terry Schermerhorn, un musicista e giornalista musicale libero professionista di religione cattolica e d'origini olandesi, inglesi e scozzesi, e di Joanne Brenner, un'attivista sociale d'origine ebraica ashkenazita, impegnata presso la Para los Niños, un'organizzazione senza scopo di lucro per l'assistenza ai bambini indigenti. Ha una sorella maggiore di nome Lauren. Iniziò la propria carriera artistica solcando giovanissima il palcoscenico amatoriale del Jewish Community Center della California meridionale. Si laureò al California Institute of the Arts nel 2005.
Prima di avere successo come attrice televisiva, lavorò come clown alle feste di compleanno e recitò nei teatri della California. Dopo un periodo di studio al Royal Scottish Academy of Music and Drama di Glasgow, in Scozia, ottenne il suo primo ruolo minore nella serie Hannah Montana e partecipò quindi alla serie andata in onda sul web My Alibi. Venne scelta poi per il ruolo di Trudy Campbell in Mad Men e per la parte di Annie Edison nel cast fisso di Community. Al cinema ha recitato nei film Montana Amazon (2010) e Scream 4 (2011). Ha prestato la sua voce alla scrittrice e blogger Diane Nguyen nella serie TV animata BoJack Horseman. È stata anche protagonista della serie originale Netflix GLOW nel ruolo di Ruth Wilder.

## Vita privata
Nel 2012 l'attrice ha iniziato a frequentare l'attore Dave Franco, dopo averlo conosciuto a una festa del Mardi Gras di New Orleans del 2011. Si sono fidanzati nel 2015, per poi sposarsi il 13 marzo 2017. Nello stesso anno, in un'intervista con Larry King, ha rivelato la sua scelta di non avere figli.

## Filmografia

### Attrice

#### Cinema
- Dickie Smalls: From Shame to Fame, regia di Vick Smith (2007)
- Born, regia di Richard Friedman (2007)
- Parasomnia, regia di William Malone (2008)
- The Coverup, regia di Brian Jun (2008)
- Raspberry Magic, regia di Leena Pendharkar (2010)
- Montana Amazon, regia di D.G. Brock (2011)
- Scream 4, regia di Wes Craven (2011)
- Save the Date, regia di Michael Mohan (2012)
- The Five-Year Engagement, regia di Nicholas Stoller (2012)
- Misadventures of the Dunderheads, regia di D.G. Brock (2012)
- The Kings of Summer, regia di Jordan Vogt-Roberts (2013)
- Search Party, regia di Scot Armstrong (2014)
- Duri si diventa (Get Hard), regia di Etan Cohen (2015)
- SWOP: I sesso dipendenti (Sleeping with Other People), regia di Leslye Headland (2015)
- Single ma non troppo (How to Be Single), regia di Christian Ditter (2016)
- Un weekend al limite (Joshy), regia di Jeff Baena (2016)
- Get A Job, regia di Dylan Kidd (2016)
- Quando un padre (The Headhunter's Calling), regia di Mark Williams (2016)
- The Disaster Artist, regia di James Franco (2017)
- The Little Hours, regia di Jeff Baena (2017)
- The Post, regia di Steven Spielberg (2017)
- Una donna promettente (Promising Young Woman), regia di Emerald Fennell (2020)
- Horse Girl, regia di Jeff Baena (2020)
- The Rental, regia di Dave Franco (2020)
- Non ti presento i miei (Happiest Season), regia di Clea DuVall (2020)
- Spin Me Round - Fammi girare (Spin Me Round), regia di Jeff Baena (2022)
- Mi ricorda qualcuno (Somebody I Used to Know), regia di Dave Franco (2023)
- Freelance, regia di Pierre Morel (2023)

#### Televisione
- Hannah Montana – serie TV, episodio 1x05 (2006)
- Not Another High School Show, regia di Joel Gallen – film TV (2007)
- Mad Men – serie TV, 35 episodi (2007-2012)
- Detention - Assedio al college (The Deadliest Lesson), regia di Harry Winer – film TV (2008)
- My Alibi – serie TV, 14 episodi (2008)
- Hot Sluts – serie TV, 6 episodi (2009)
- Community – serie TV, 110 episodi (2009-2015)
- Sketchy – serie TV, episodio 1x18 (2012)
- House Husbands, regia di Lee Friedlander – film TV (2012)
- NTSF:SD:SUV:: – serie TV, episodio 2x03 (2012)
- Comedy Bang! Bang! – serie TV, episodio 3x09 (2014)
- Teachers – serie TV, episodio 1x01 (2016)
- Doctor Thorne, regia di Niall MacCormick – miniserie TV (2016)
- GLOW – serie TV, 30 episodi (2017-2019)
- Apples Never Fall, regia di Chris Sweeney e Dawn Shadforth – miniserie TV, 7 puntate (2024)

#### Videoclip
- Colors di Beck (2018)

### Doppiatrice
- Robot Chicken – serie animata, episodio 5x18 (2011)
- American Dad! – serie animata, episodio 8x06 (2012)
- High School USA! – serie animata, episodio 1x08 (2013)
- Axe Cop – serie animata, episodio 1x12 (2013)
- The LEGO Movie, regia di Phil Lord e Chris Miller (2014)
- BoJack Horseman – serie animata, 77 episodi (2014-2020)
- The LEGO Movie 2 - Una nuova avventura (The Lego Movie 2: The Second Part), regia di Mike Mitchell (2019)
- Star Wars: Visions – serie animata, episodio 1x03 (2021)
- Rick and Morty – serie animata, episodio 5x03 (2021)

### Regista
- GLOW – serie TV, episodio 3x07 (2019)
- Marvel 616 – serie TV, episodio 1x08 (2020)

### Sceneggiatrice
- Horse Girl, regia di Jeff Baena (2020)

## Riconoscimenti
- Golden Globe
  - 2018 – Candidatura come miglior attrice in una serie commedia o musicale per GLOW
  - 2019 – Candidatura come miglior attrice in una serie commedia o musicale per GLOW

- Annie Award
  - 2017 – Candidatura per la miglior voce in una produzione televisiva per BoJack Horseman

- Critics' Choice Television Award
  - 2012 – Candidatura come miglior attrice non protagonista in una serie commedia per Community

- Screen Actors Guild Award
  - 2009 – Miglior cast in una serie drammatica per Mad Men
  - 2018 – Candidatura per il miglior cast in una serie commedia per GLOW
  - 2018 – Candidatura come miglior attrice in una serie commedia per GLOW
  - 2019 – Candidatura per il miglior cast in una serie commedia per GLOW
  - 2019 – Candidatura come migliore attrice in una serie commedia per GLOW

## Doppiatrici italiane
Nelle versioni in italiano delle opere in cui ha recitato, Alison Brie è stata doppiata da:
- Francesca Manicone in Duri si diventa, Single ma non troppo, Non ti presento i miei, Mi ricorda qualcuno, Freelance
- Chiara Gioncardi in The Disaster Artist, The Rental
- Antonella Baldini in Mad Men, Scream 4
- Giulia Catania in Una donna promettente, Apples Never Fall
- Debora Magnaghi in Spin Me Round - Fammi girare
- Eleonora Reti in SWOP - I sesso dipendenti
- Maura Ragazzoni in The Five-Years Engagement
- Jasmine Laurenti in Community
- Veronica Puccio in Horse Girl
- Valentina Favazza in GLOW
- Domitilla D'Amico in The Post

Da doppiatrice è sostituita da:
- Valentina Mari in The LEGO Movie, The LEGO Movie 2 - Una nuova avventura
- Chiara Gioncardi in BoJack Horseman (Diane Nyugen)
- Alessio Puccio in BoJack Horseman (Vincent Uomoadulto)
- Martina Felli in Star Wars: Visions